# Udar mechaniczny

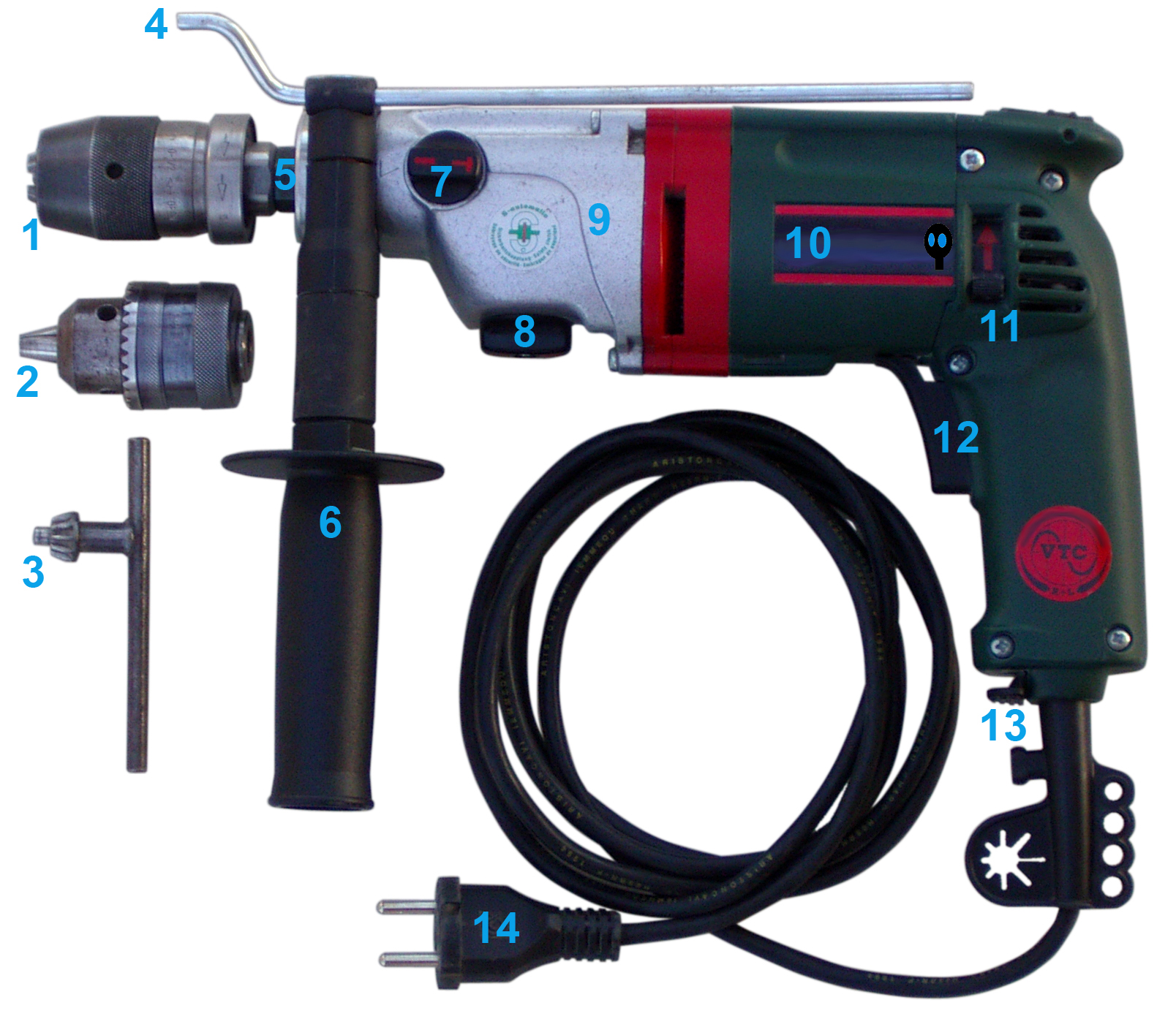
Elektryczna wiertarka z udarem (wyłącznik systemu udaru oznaczony numerem 7)

Udar - system w maszynach do wytwarzania rytmicznych uderzeń przekazywanych na narzędzie. Udar może być wytwarzany różnymi metodami, ale najczęściej stosowane są trzy: pneumatyczna (np. młot pneumatyczny), hydrauliczna (np. samobieżne maszyny wysokiej mocy) i mechaniczna (np. małe elektronarzędzia).
Wiele narzędzi wyposażonych w system udaru przyjmuje przymiotnik "udarowy". Są to między innymi:
- wiertarka udarowa
- kruszarka udarowa
- wkrętarka udarowa
- zakrętarka udarowa
- pistolet udarowy
- młot udarowy
- klucz udarowy

Udar jest szeroko stosowany w obrabiarkach mechanicznych (głównie w wiertarkach). W każdym przypadku narzędzie (np. ostrze wiertła lub nasada klucza) musi być odpowiednio zaprojektowane tak, aby wytrzymać cykliczne zmiany obciążenia. Przykładowo wiercenie w materiałach budowlanych (beton, cegła) wykonywane jest niemal wyłącznie z użyciem odpowiednio skonstruowanych wierteł ze wzmacnianym ostrzem z węglików spiekanych (tzw. wiertła widiowe) wykonujących ruch obrotowy (normalny ruch wiertła) oraz posuwisto-zwrotny (udar).